# José Emilio Guerra
José Emilio Guerra Rodríguez (Vélez-Málaga, Málaga, España, 15 de marzo de 1982), futbolista español. Juega de delantero y actualmente se desempeña en la UD Torre del Mar de la Primera Andaluza de Málaga de España.

## Trayectoria
Empezó a jugar al fútbol en el Palamós Club de Fútbol. Después ha jugado en el Club Deportivo Linares, Centre d'Esports Sabadell, Granada Atlético Club de Fútbol y en el Real Zaragoza B. Con el Zaragoza B fue campeón del grupo 17 de la Tercera División de España, pero cayeron ante el Ontinyent Club de Fútbol en las eliminatorias por el ascenso a Segunda División "B". José Emilio hizo en esa temporada más de 41 goles. En agosto del 2007, Guerra firmó un contrato con el Fútbol Club Barcelona y en la temporada 2007/2008 jugó con el segundo equipo. El 5 de septiembre debutó en el primer equipo en las semifinales de la Copa Cataluña contra el Girona Fútbol Club. La temporada 2008/2009, jugó con el filial del Atlético de Madrid. La temporada 2009-10 fichó por el Club Deportivo Castellón y la siguiente firmó por el Benidorm Club de Fútbol.

## Clubes
| Club                                  | País    | Año       |
| ------------------------------------- | ------- | --------- |
| Málaga Club de Fútbol (juvenil)       | España  | 1998-1999 |
| Real Club Deportivo Español (juvenil) | España  | 1999-2000 |
| Unió Esportiva Vilassar               | España  | 2000-2001 |
| Real Club Deportivo Español (juvenil) | España  | 2000-2001 |
| Reus Deportiu                         | España  | 2001-2002 |
| Unió Esportiva Figueres               | España  | 2001-2002 |
| Reus Deportiu                         | España  | 2002-2003 |
| Club Deportivo Linares                | España  | 2003-2004 |
| Palamós Club de Fútbol                | España  | 2003-2004 |
| Centre d'Esports Sabadell             | España  | 2004-2005 |
| Granada Atlético                      | España  | 2005-2006 |
| Real Zaragoza B                       | España  | 2006-2007 |
| Fútbol Club Barcelona B               | España  | 2007-2008 |
| Club Atlético de Madrid B             | España  | 2008-2009 |
| Club de Fútbol Atlético Ciudad        | España  | 2009-2010 |
| Club Deportivo Castellón              | España  | 2009-2010 |
| Benidorm Club de Fútbol               | España  | 2010-2011 |
| CD Puertollano                        | España  | 2011-2012 |
| Atlético Malagueño                    | España  | 2012-2013 |
| AFC Săgeata Năvodari                  | Rumania | 2014      |
| Vélez Club de Fúbol                   | España  | 2015-2019 |
| UD Torre del Mar                      | España  | 2019      |